# Dorylaimopsis hawaiiensis
Dorylaimopsis hawaiiensis is een rondwormensoort uit de familie van de Comesomatidae.